# Spannabis
La feria Spannabis es un evento commercial dedicado al cannabis que se celebra en España desde el año 2002.
Subtitulada «Feria del Cáñamo y las Tecnologías Alternativas» fue en los años 2010 una de las ferias más importantes del continente.

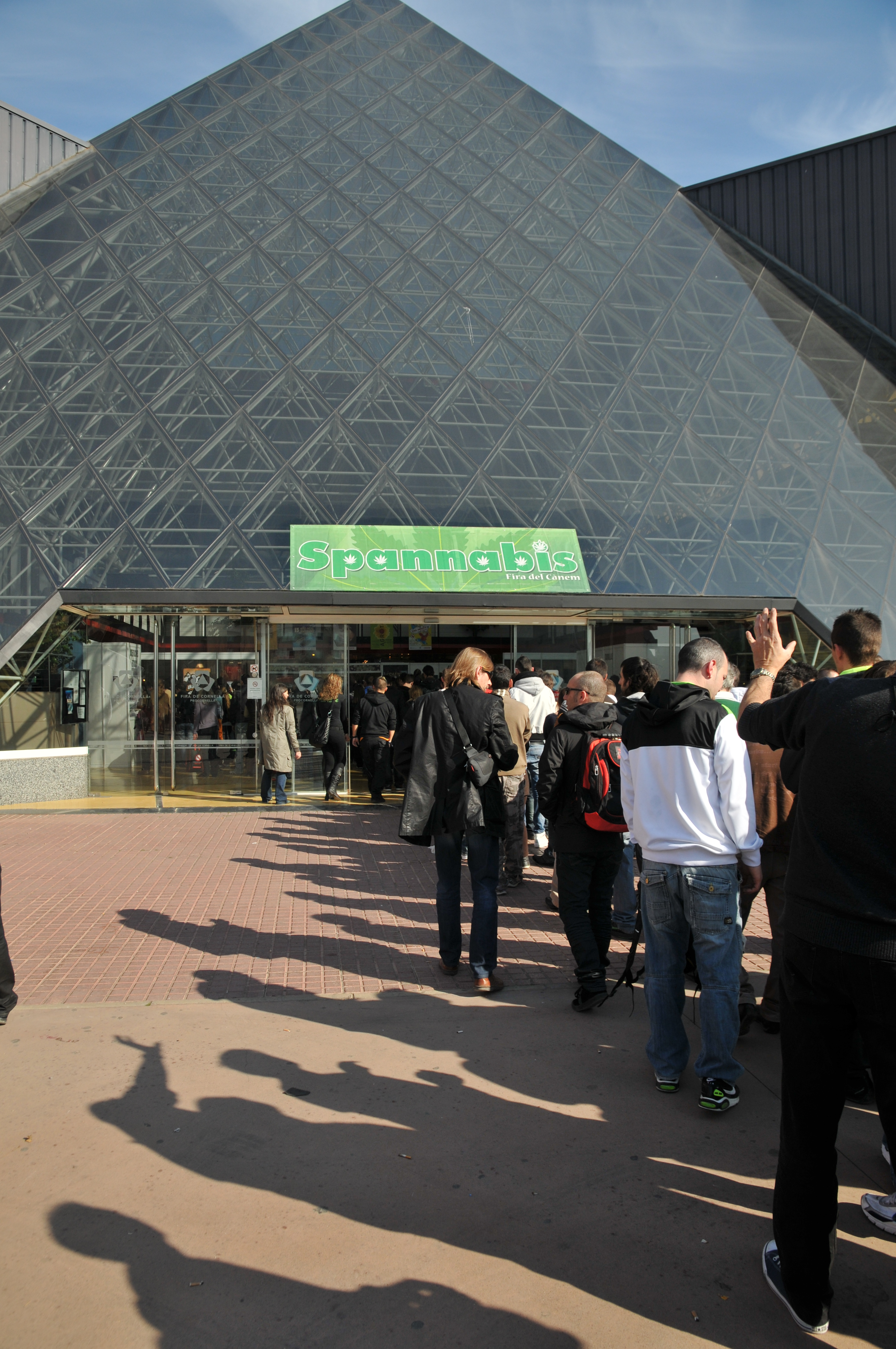
Entrada a Spannabis

En Spannabis se pueden encontrar empresas vendiendo productos relacionados con el cáñamo en usos industriales, lúdico, o médico, así como semillas y otros productos relacionados. La Spannabis también ofrece un espacio de charlas llamado «World Cannabis Conferences».

## Historia
En 2002, se celebró la primera Spannabis en el Palau Sant Jordi, en Barcelona. La segunda edición de Spannabis se celebró en la Fira de Cornellá, recinto en donde se celebró hasta 2025.

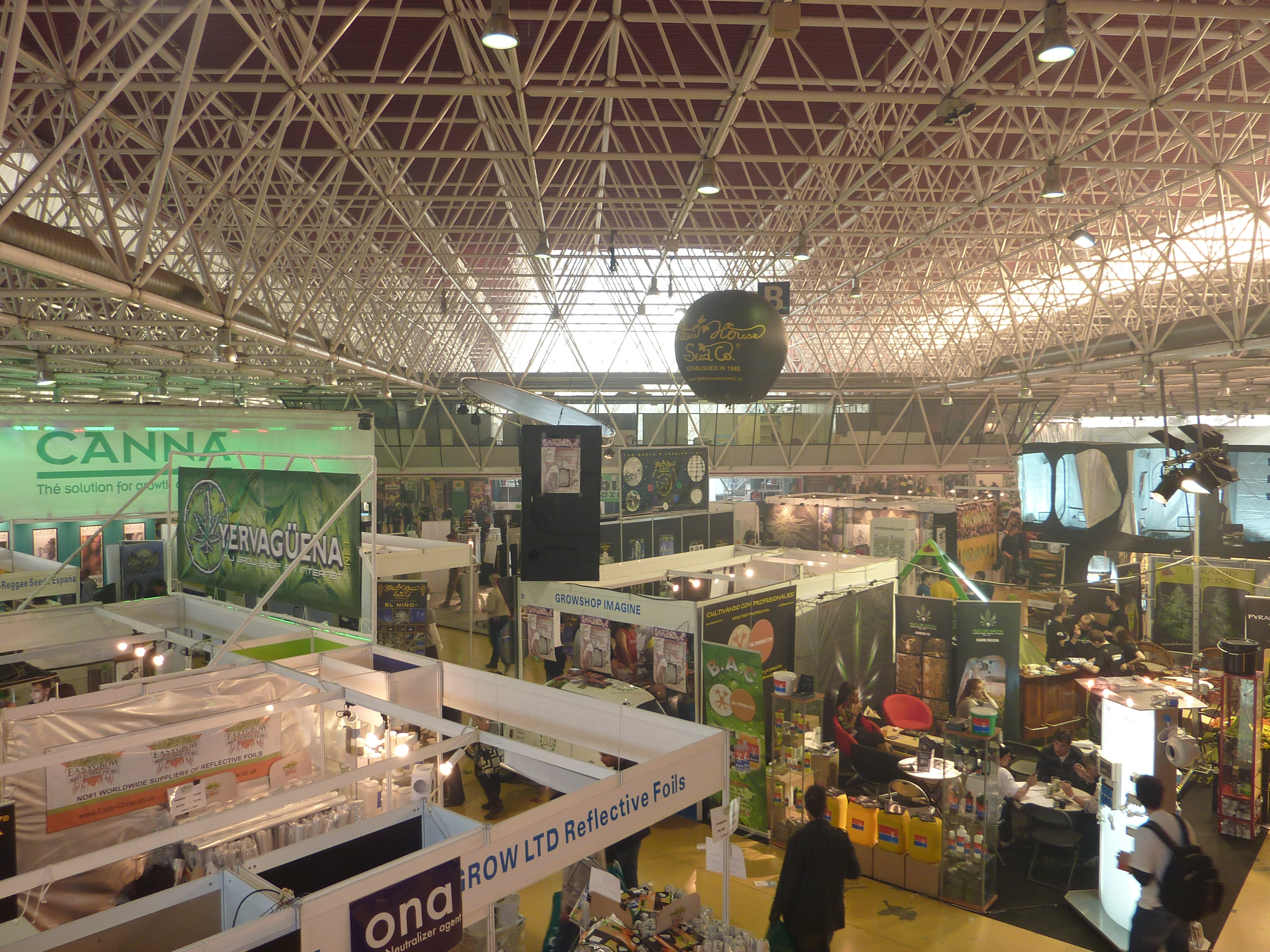
Interior de Spannabis

Durante las siguientes ediciones, Spannabis se fue consolidando y el espacio de exposición se ha ido ampliando hasta alcanzar los 18.000 m² en 2017, con 30,000 visitantes. 